# Campionati del mondo di ciclismo su pista - Velocità a squadre maschile
La velocità a squadre maschile, conosciuta anche come velocità olimpica, è una delle prove inserite nel programma dei campionati del mondo di ciclismo su pista. Si corre dall'edizione 1995.

## Albo d'oro
Aggiornato all'edizione 2024.
| Anno | Vincitori                                                                             | Secondi                                                                                        | Terzi                                                                       |
| ---- | ------------------------------------------------------------------------------------- | ---------------------------------------------------------------------------------------------- | --------------------------------------------------------------------------- |
| 1995 | Germania Jens Fiedler Michael Hübner Jan Van Eijden                                   | Francia Florian Rousseau Hervé Thuet Benoît Vetou                                              | Stati Uniti William Clay Marty Nothstein Erin Hartwell                      |
| 1996 | Australia Darryn Hill Shane Kelly Gary Neiwand                                        | Germania Jens Fiedler Michael Hübner Sören Lausberg                                            | Francia Laurent Gané Florian Rousseau Hervé Thuet                           |
| 1997 | Francia Vincent Le Quellec Florian Rousseau Arnaud Tournant                           | Germania Sören Lausberg Eyk Pokorny Jan Van Eijden                                             | Australia Danny Day Sean Eadie Shane Kelly                                  |
| 1998 | Francia Vincent Le Quellec Florian Rousseau Arnaud Tournant                           | Australia Danny Day Shane Kelly Graham Sharman                                                 | Germania Sören Lausberg Stefan Nimke Eyk Pokorny                            |
| 1999 | Francia Laurent Gané Florian Rousseau Arnaud Tournant                                 | Gran Bretagna Chris Hoy Craig MacLean Jason Queally                                            | Germania Sören Lausberg Stefan Nimke Eyk Pokorny                            |
| 2000 | Francia Laurent Gané Florian Rousseau Arnaud Tournant                                 | Gran Bretagna Chris Hoy Craig MacLean Jason Queally                                            | Spagna José Antonio Escuredo Salvador Melia José Antonio Villanueva         |
| 2001 | Francia Laurent Gané Florian Rousseau Arnaud Tournant                                 | Australia Ryan Bayley Jobie Dajka Sean Eadie                                                   | Gran Bretagna Chris Hoy Craig MacLean Jason Queally                         |
| 2002 | Gran Bretagna Chris Hoy Craig MacLean Jamie Staff                                     | Australia Ryan Bayley Jobie Dajka Sean Eadie                                                   | Germania Carsten Bergemann Jens Fiedler Sören Lausberg                      |
| 2003 | Germania Carsten Bergemann Jens Fiedler René Wolff                                    | Francia Mickaël Bourgain Laurent Gané Arnaud Tournant                                          | Gran Bretagna Chris Hoy Craig MacLean Jamie Staff                           |
| 2004 | Francia Mickaël Bourgain Laurent Gané Arnaud Tournant                                 | Spagna José Antonio Escuredo Salvador Melia José Antonio Villanueva                            | Gran Bretagna Chris Hoy Craig MacLean Jamie Staff                           |
| 2005 | Gran Bretagna Chris Hoy Jason Queally Jamie Staff                                     | Paesi Bassi Theo Bos Teun Mulder Tim Veldt                                                     | Germania Matthias John Stefan Nimke René Wolff                              |
| 2006 | Francia Grégory Baugé Mickaël Bourgain Arnaud Tournant                                | Gran Bretagna Chris Hoy Craig MacLean Jamie Staff                                              | Australia Ryan Bayley Shane Kelly Shane Perkins                             |
| 2007 | Francia Grégory Baugé Mickaël Bourgain Arnaud Tournant                                | Gran Bretagna Ross Edgar Chris Hoy Craig MacLean                                               | Germania Robert Förstemann Maximilian Levy Stefan Nimke                     |
| 2008 | Francia Grégory Baugé Kévin Sireau Arnaud Tournant                                    | Gran Bretagna Ross Edgar Chris Hoy Craig MacLean                                               | Paesi Bassi Theo Bos Teun Mulder Tim Veldt                                  |
| 2009 | Francia Grégory Baugé Mickaël Bourgain Kévin Sireau                                   | Gran Bretagna Matthew Crampton Jason Kenny Jamie Staff                                         | Germania René Enders Robert Förstemann Stefan Nimke                         |
| 2010 | Germania Robert Förstemann Maximilian Levy Stefan Nimke                               | Francia Grégory Baugé Michaël D'Almeida Kévin Sireau                                           | Gran Bretagna Ross Edgar Chris Hoy Jason Kenny                              |
| 2011 | Germania René Enders Maximilian Levy Stefan Nimke                                     | Gran Bretagna Matthew Crampton Chris Hoy Jason Kenny                                           | Australia Dan Ellis Matthew Glaetzer Jason Niblett                          |
| 2012 | Australia Matthew Glaetzer Shane Perkins Scott Sunderland                             | Francia Grégory Baugé Michaël D'Almeida Kévin Sireau                                           | Nuova Zelanda Edward Dawkins Ethan Mitchell Sam Webster                     |
| 2013 | Germania Stefan Bötticher René Enders Maximilian Levy                                 | Nuova Zelanda Edward Dawkins Ethan Mitchell Sam Webster                                        | Francia Michaël D'Almeida Julien Palma François Pervis                      |
| 2014 | Nuova Zelanda Edward Dawkins Ethan Mitchell Sam Webster                               | Germania René Enders Robert Förstemann Maximilian Levy                                         | Francia Grégory Baugé Michaël D'Almeida Kévin Sireau                        |
| 2015 | Francia Grégory Baugé Michaël D'Almeida Kévin Sireau                                  | Nuova Zelanda Edward Dawkins Ethan Mitchell Sam Webster                                        | Germania Joachim Eilers René Enders Robert Förstemann                       |
| 2016 | Nuova Zelanda Edward Dawkins Ethan Mitchell Sam Webster                               | Paesi Bassi Matthijs Büchli Hugo Haak Nils van' t Hoenderdaal Jeffrey Hoogland                 | Germania Joachim Eilers René Enders Max Niederlag                           |
| 2017 | Nuova Zelanda Edward Dawkins Ethan Mitchell Sam Webster                               | Paesi Bassi Theo Bos Matthijs Büchli Nils van 't Hoenderdaal Jeffrey Hoogland Harrie Lavreysen | Francia Benjamin Édelin Quentin Lafargue François Pervis Sébastien Vigier   |
| 2018 | Paesi Bassi Matthijs Büchli Nils van 't Hoenderdaal Jeffrey Hoogland Harrie Lavreysen | Gran Bretagna Jack Carlin Philip Hindes Jason Kenny Ryan Owens Joseph Truman                   | Francia Michaël D'Almeida Quentin Lafargue François Pervis Sébastien Vigier |
| 2019 | Paesi Bassi Roy van den Berg Matthijs Büchli Jeffrey Hoogland Harrie Lavreysen        | Francia Grégory Baugé Michaël D'Almeida Quentin Lafargue Sébastien Vigier                      | Russia Denis Dmitriev Pavel Jakuševskij Aleksandr Šarapov                   |
| 2020 | Paesi Bassi Roy van den Berg Matthijs Büchli Jeffrey Hoogland Harrie Lavreysen        | Gran Bretagna Jack Carlin Jason Kenny Ryan Owens                                               | Australia Thomas Cornish Nathan Hart Matthew Richardson                     |
| 2021 | Paesi Bassi Roy van den Berg Harrie Lavreysen Jeffrey Hoogland                        | Francia Florian Grengbo Rayan Helal Sébastien Vigier                                           | Germania Stefan Bötticher Joachim Eilers Nik Schröter                       |
| 2022 | Australia Thomas Cornish Matthew Glaetzer Leigh Hoffman Matthew Richardson            | Paesi Bassi Roy van den Berg Jeffrey Hoogland Harrie Lavreysen                                 | Gran Bretagna Jack Carlin Alistair Fielding Hamish Turnbull                 |
| 2023 | Paesi Bassi Roy van den Berg Harrie Lavreysen Jeffrey Hoogland                        | Australia Thomas Cornish Matthew Glaetzer Leigh Hoffman Matthew Richardson                     | Francia Florian Grengbo Rayan Helal Sébastien Vigier                        |
| 2024 | Paesi Bassi Roy van den Berg Harrie Lavreysen Jeffrey Hoogland                        | Australia Ryan Elliott Leigh Hoffman Thomas Cornish                                            | Giappone Yoshitaku Nagasako Kaiya Ota Yuta Obara                            |

## Medagliere
| Pos.   | Nazione       | Oro | Argento | Bronzo | Totale |
| ------ | ------------- | --- | ------- | ------ | ------ |
| 1      | Francia       | 11  | 6       | 6      | 23     |
| 2      | Germania      | 5   | 3       | 9      | 17     |
| 3      | Paesi Bassi   | 6   | 4       | 1      | 11     |
| 4      | Australia     | 3   | 5       | 4      | 12     |
| 5      | Nuova Zelanda | 3   | 2       | 1      | 6      |
| 6      | Gran Bretagna | 2   | 9       | 5      | 16     |
| 7      | Spagna        | 0   | 1       | 1      | 2      |
| 8      | Stati Uniti   | 0   | 0       | 1      | 1      |
| 8      | Russia        | 0   | 0       | 1      | 1      |
| 8      | Giappone      | 0   | 0       | 1      | 1      |
| Totale | Totale        | 30  | 30      | 30     | 87     |

| Pos. | Atleta           | Oro | Argento | Bronzo | Totale |
| ---- | ---------------- | --- | ------- | ------ | ------ |
| 1    | Arnaud Tournant  | 9   | 1       | 0      | 10     |
| 2    | Jeffrey Hoogland | 6   | 3       | 0      | 9      |
| 3    | Harrie Lavreysen | 6   | 2       | 0      | 8      |
| 4    | Grégory Baugé    | 5   | 3       | 1      | 9      |
| 5    | Florian Rousseau | 5   | 1       | 1      | 7      |
| 6    | Roy van den Berg | 5   | 1       | 0      | 6      |
| 7    | Laurent Gané     | 4   | 1       | 1      | 6      |
| 8    | Mickaël Bourgain | 4   | 1       | 0      | 5      |
| 9    | Edward Dawkins   | 3   | 2       | 1      | 6      |
| 9    | Ethan Mitchell   | 3   | 2       | 1      | 6      |
| 9    | Kévin Sireau     | 3   | 2       | 1      | 6      |
| 9    | Sam Webster      | 3   | 2       | 1      | 6      |